# آمارنات ناگاراجان
آمارنات ناگاراجان (انگلیسی: Amarnath Nagarajan؛ زادهٔ ۲ آوریل ۱۹۵۴) بازیکن بسکتبال اهل هند بود. وی در بازی‌های المپیک تابستانی ۱۹۸۰ شرکت کرده‌است.